# Adra (India)
Adra è una suddivisione dell'India, classificata come census town, di 22 030 abitanti, situata nel distretto di Purulia, nello stato federato del Bengala Occidentale. In base al numero di abitanti la città rientra nella classe III (da 20 000 a 49 999 persone).

## Geografia fisica
La città è situata a 23° 30' 0 N e 86° 40' 0 E e ha un'altitudine di 153 m s.l.m..

## Società

### Evoluzione demografica
Al censimento del 2001 la popolazione di Adra assommava a 22 030 persone, delle quali 11 363 maschi e 10 667 femmine. I bambini di età inferiore o uguale ai sei anni assommavano a 2 275, dei quali 1 207 maschi e 1 068 femmine. Infine, coloro che erano in grado di saper almeno leggere e scrivere erano 16 084, dei quali 9 024 maschi e 7 060 femmine.